# Les Chroniques de l'Afrique sauvage
Les Chroniques de l'Afrique sauvage est une série documentaire française en 12 épisodes de 52 minutes ou de 24 épisodes de 26 minutes créée par Frédéric Lepage, réalisée par Laurent Frapat, commentée par Pierre Arditi et produite par XL Productions. La version 52 minutes est diffusée hebdomadairement sur France 3 du 10 septembre au 26 novembre 1995. La version 26 minutes est quant à elle diffusée quotidiennement sur La Cinquième du 1er juillet au 1er août 1996. Un documentaire hors-série d'environ 85 minutes intitulé Les miracles de la vie, qui reprend les meilleurs moments de la série, est diffusé sur France 3 le 24 décembre 1995.

## L'histoire
L'histoire commence au mois d'avril dans la réserve du Masaï Mara au Kenya. Cette année, la saison des pluies tarde à venir et les proies commencent à manquer. Lors d'une chasse, Simba, mère attentionnée qui s'occupe bien de ses petits, s'est cassée une patte. Il lui est désormais impossible de se procurer elle-même sa nourriture, et, diminuée, elle a bien du mal à se faire une place parmi le clan au moment des repas. À la même période, les autruchons, les petites hyènes et les girafons font, tout comme les lionceaux, l'apprentissage difficile de la vie. Malenko, quant à lui, fait la rencontre sans heurts d'un crocodile tandis que N'Gaya, la girafe, le corps attaqué par les blessures laisse les oiseaux et les parasites essayer de la soigner. Liaram et Sankao, les frères de Talek, inséparables, arpentent la savane en mettant à profit leur complicité durant la chasse.
En mai, la pluie tombe enfin et les troupeaux entament la grande migration. Notamment celui de Jumbé, le gnou, qui revient du Serengeti et offre aux prédateurs de quoi se nourrir. Environ deux millions d'herbivores affluent au Masaï Mara. Il va leur falloir traverser la rivière Mara en échappant aux crocodiles. Kigori, la lionne, sœur de Simba, ne laisse pas passer les occasions de chasse maintenant que la disette est terminée. De leur côté, les frères de Talek ont "enlevé" Douma qu'ils séquestrent pour s'accoupler avec elle tandis qu'elle essaye en vain de leur échapper.
Au mois de septembre, la savane a retrouvé la sécheresse et une étincelle l'embrase. Effrayés par l'incendie, les gnous se désunissent et deviennent des proies faciles pour les lions. Finalement la pluie éteindra l'incendie. Parcourant les cendres qui jonchent désormais le sol, une femelle rhinocéros et son petit font la rencontre d'un grand mâle. Alors que la savane reprend ses couleurs vertes, Willy l'éléphanteau découvre la vie et apprend. Douma, la femelle guépard s'occupait encore de ses petits, déjà âgés de quelques mois, quand elle en fut séparée par Liaram et Sanako. Elle ne les retrouva pas quand les deux guépards la libérèrent après l'avoir fécondée. Mais cet accouplement donne naissance à quatre petits.
En octobre, les gnous repartent pour le Serengeti, moins nombreux. Pour Douma, la situation devient difficile. Ses chasses ne sont pas couronnées de succès et il lui faut nourrir ses petits avec de petits animaux. Pendant ce temps, Tompo, un jeune lion solitaire et affaibli, cherche à se faire accepter par le clan de Wemba. Mais, les troupeaux repartis, la disette reprend ses droits, et Wemba n'est pas très partageuse. La tâche n'en devient que plus complexe pour Tompo.
En décembre, alors que Tinga, le damalisque qui vient de naître doit très vite apprendre à échapper aux prédateurs, un clan de lions, venu du sud, s'installe dans le Masaï Mara et dispute la suprématie de la région au clan de Wemba. Cette dernière, qui avait réussi une chasse, s'est fait voler son trophée par un des lions nouveaux-venus. Les frères de Talek restent étrangers à ces querelles et continuent de régner sur la savane. Mais bientôt, parce qu'une chasse les aura séparés, Liaram et Sankao n'auront d'autre activité que de se rechercher l'un l'autre.
Une année aura bientôt passé et la savane s'apprête à reprendre ses airs de nursery. Chez les gnous, Jumbé a eu un fils qui deviendra peut-être le futur roi du troupeau.

## Les animaux suivis
- Wemba la lionne et son clan dans lequel vivent notamment Simba et ses petits ainsi que sa sœur Kigori
- Douma la femelle guépard elle avec ses enfants
- Les frères de Talek, Liaram et Sankao, deux guépards
- Jumbé le Gnou mâle dominant du grand troupeau
- Haraka l'éléphanteau âgé de huit mois
- N'Gaya la girafe couverte de blessures
- Keni l'impala
- la mort de Malenko l'hippopotame mâle
- Tinga le petit damalisque
- Tompo le lion solitaire
- Kitok le lion mâle de la troupe du Sud
- Karanja le Rhinocéros mâle
- Éronko la fille de Mary le rhinocéros noir

## Épisodes
1. Mères courage
2. Pouvoir et domination
3. Le désir et la faim
4. Le festin des lions
5. L'incident
6. La mort de Simba
7. La grande migration
8. La sœur de Simba
9. Jumbé roi des gnous
10. L'héritage
11. L'incendie
12. Willy l'éléphanteau
13. Le retour de Douma
14. Douma a faim
15. L'intrus
16. La guerre des insectes
17. La naissance de Tinga
18. L'usurpateur
19. L'éclosion
20. Les frères de Talek
21. Le fils de Jumbé
22. Le départ de Wemba
23. Le petit zèbre
24. La fin de l'histoire

### Fiche technique
- Auteur : Frédéric Lepage
- Réalisation : Laurent Frapat
- Composition musicale : Carolin Petit
- Narration : Pierre Arditi (version anglaise : John Hurt)[1]
- Photographie : Éric Genillier
- Société de production : XL Productions
- Durée : 12 x 52 minutes / 24 x 26 minutes / 85 minutes (le documentaire hors-série)
- Année de production : 1994
- Première diffusion : 10 septembre 1995 sur France 3